# 利亞姆·奧布萊恩
利亞姆·奧布萊恩（英語：Liam O'Brien，1976年5月28日—）是美國的一位配音演員 。他最著名的作品是在《火影忍者》中擔任我愛羅的配音，以及在《BLEACH》中擔任浮竹十四郎的配音。奧布萊恩的妻子是配音演員艾咪·金凱德（Amy Kincaid）。